# 당신의 바벨탑
당신의 바벨탑(Your Babel)은 한국에서 제작된 임하니 감독의 2008년 드라마 영화이다. 천정하 등이 주연으로 출연하였다.

## 출연

### 주연
- 천정하
- 최명숙
- 홍성춘

## 제작진
- 프로듀서: 나미나
- 조명: 김안훈
- 조연출: 권수민
- 녹음: 현지정
- 믹싱: 표용수
- 미술: 김여진